# True Crime: New York City
True Crime: New York City — компьютерная игра в жанре экшен. Разработана студией Luxoflux, и издана Activision для консолей Xbox, PlayStation 2 и GameCube. Для Windows релиз состоялся 24 марта 2006 года. Игра является продолжением True Crime: Streets of LA.

## Игровой процесс

### Нью-Йорк
Город в True Crime: New York City представляет собой точную копию Манхэттена.
Главное отличие от предыдущих видеоигр с открытым миром в том, что для игрока доступны многие здания, помимо лишь локаций, связанных с сюжетом игры. Можно заходить в рестораны, отели, жилые дома, аптеки, магазины одежды, центры продаж легковых автомобилей, школы самбо, музыкальные салоны и прочее. Помимо возможностей делать покупки в некоторых локациях, случайные уличные преступления из первой игры также часто происходят и в интерьерах зданий. Игроки могут даже купить еду (это увеличивает здоровье) во многих киосках Нью-Йорка.

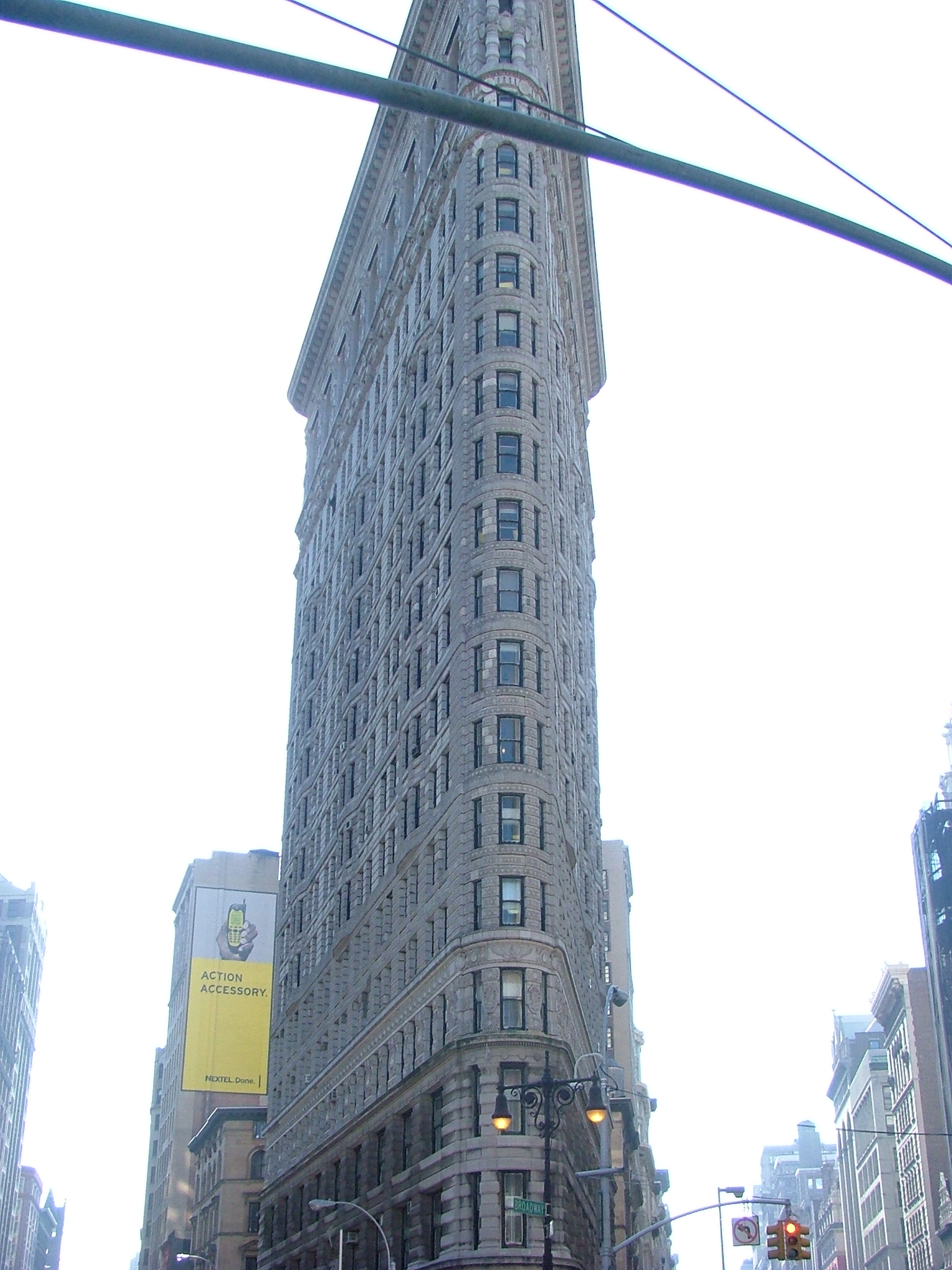
Флэтайрон-билдинг

Мосты типа Бруклинского, которые ведут с острова, присутствуют, но блокированы. Парки типа Washington Square Park и Центрального всегда доступны; в отличие от Статуи Свободы, которую можно увидеть от Battery Park. Дощечка статуи имеет ту же самую надпись, как в реальной жизни.
Times Square показывает знакомые яркие неоновые огни, а Голый ковбой играет на своей гитаре. Есть также точная копия киоска TKTS. Центральный вокзал — единственная большая достопримечательность, в которую игрок может попасть в любое время, но остановка подземки фактически недоступна. Другое интересное место в сюжете игры — Американский музей естественной истории.
Из примечательных зданий следует отметить Эмпайр-стейт-билдинг, Отель Уалдорф-Астория, Штаб Организации Объединённых Наций, Собор Святого Патрика, Рокфеллеровский центр и Крайслер-Билдинг, но в них нельзя войти, а несколько областей, особенно в северном Манхэттэне (типа комплекса зданий Колумбийского университета), не выглядят точно как в реальной жизни. Музей Гуггенхайма, Манхэттенское Муниципальное Здание, MetLife Building, Столичный Музей Искусства, Citigroup Center и Центр Time Warner на Columbus Circle нашли своих игровых двойников; и Замок Бельведера, и Терраса Виктора Превоста — оба расположены в Центральном парке. Площадка Всемирного Торгового Центра изображена в состоянии на 2005: очищена и закрыта.
При помощи камеры отладки было обнаружено, что есть неполные версии Бронкса, острова Рузвельт, Куинса и Бруклина. Эти области в большинстве своём недоступны, поскольку многие попытки создать игрока приводят к респауну в Манхэттене либо краху игры. Однако некоторые секции этих незаконченных городков позволяют игроку спауниться как обычно, и даже ездить на транспортном средстве.
Город показан многоязычным: прохожие говорят на Английском, Испанском, Итальянском, Русском и многих других языках. По внешнему виду определить кто есть кто невозможно, пока прохожий не заговорит.

### Общественный транспорт
Помимо путешествия пешком или на машине, как в первом True Crime, игрок теперь имеет возможность использовать обширный и точно воссозданный Метрополитен Нью-Йорка. Хотя карта подземки из руководства Brady Games и распечатанная карта, идущая с коллекционным изданием, показывают различные линии подземки, используя разные цвета как в реальной жизни, игроку не надо переходить на различные линии, чтобы добраться до различных станций.
Сами станции представлены в одной установке, но обозначение у каждой из них изменяется, для отражения представляемой станции. Станция на Главном Центральном Терминале большую часть игры недоступна (хотя её можно заметить за воротами, которые закрывают лестницу), но её показывают в финале игры. Высокая плотность населения Манхэттэна в игре не воссоздана, и это также относится и к станциям и поездам подземки, которые полностью пусты, исключение: заключительная миссия на поезде в Главном Центральном.
Игроки также могут ездить на традиционных жёлтых такси, которые можно найти по всему острову (такси также можно присвоить, как и другой транспорт, если игрок отпугнёт водителя или выведет его из строя).
Оба новых режима транспортации требуют минимальной оплаты.

### Транспортные средства
Вы можете купить новый транспорт либо в участке, либо в различных автомобильных представительствах по всему городу. Можно купить непригодный для езды автомобиль за несколько сотен долларов или новый солнечный спорткар за несколько тысяч долларов.

### Бонус
Подобно предыдущей игре, в этой есть бонусный раунд после полного завершения. На сей раз, вместо того, чтобы получить 1 час (игровой), чтобы арестовать преступников, игрок должен покинуть Манхэттен. Город взбунтовался против него (т.e. Redman’а)
У игрока есть 3 минуты, чтобы добраться из Нижнего Манхэттена до Hell’s Kitchen, но он может добавить времени, уничтожая гражданских жителей, это даст 5 секунд за одно гражданское лицо, и есть сюрприз: путь блокирует Битлджус. Также, убийство граждан добавляет здоровья (некоторое здоровье доступно также и на улице), так как бунтовщики вооружены SMG, винтовками, пусковыми установками, пистолетами и т. д. Гражданский ИИ значительно улучшился: они подбирают оружие вместо нападения или распыляют перец в глаза.
В помощь игроку по Манхэттену разбросано случайное оружие. Единственный способ транспортации — вражеские автомобили и Hummer H1 Редмана, но нельзя ремонтировать машину, если в неё попадёт пуля. Есть и другие проблемы: нельзя нести оружие при вождении и плохая точность стрельбы, что значит, нужно несколько магазинов, чтобы убить одно гражданское лицо.

### Отличия отTrue Crime: Streets of LA
True Crime: New York City включает все особенности предыдущей игры, а именно: геймплей в стиле «песочницы», опция для борьбы с преступностью, выбор быть хорошим копом (борьба с преступлениями, брать преступников живыми и т. д.) либо плохим (убивать товарищей офицеров, использование летальных методов, разрушение имущества, принятие взяток и нарушение правопорядка) и разные концовки (хотя упрощено до хорошего или плохого копа вместо разветвленной линии сюжета предыдущей игры). Также, вместо того, чтобы позволить игроку продолжить путь по другой миссии после неудачи, имеется опция выполнения миссии осведомителя, чтобы вернуться к основной сюжетной линии.
Игра модернизировала старые особенности и добавила новые, наряду с приемлемой графикой и звуком, включая использование мотоциклов и нового оружия. Игрок больше не в состоянии владеть парным огнестрельным оружием (исключение составляют пистолеты), также в игре стабилизирована система прицеливания и автоцели. Плюс, игроки теперь могут настроить свой собственный арсенал оружия схватки и огнестрельного оружия, вместо ограничения до отдельной, модернизируемой пары пистолетов.
Также главному персонажу разрешено покупать гражданские автомобили, очень похожие на своих двойников из реальной жизни (то есть, Lamborghini, Cadillac CTS и т. п.) и превращать их в полицейские машины. Также им разрешается заходить в несколько зданий типа столовых, гостиниц и магазинов одежды и многое другое.
Служба в полиции и правопорядок
В процессе игры можно получать очки «хорошего полицейского» (отображаются синим цветом) или «плохого полицейского» (отображаются красным цветом). Действия, приемлемые для полицейской службы (сдача улик в участок, арест подозреваемых и т. д.), повышают правопорядок в районах города, неприемлемые (убийство ключевой фигуры, основного подозреваемого, сбыт улик, подброс улик невиновным, сбитый пешеход или полицейский и т. д.) — понижают. Также имеется шкала опасности — если она начнёт заполняться красным цветом (если герой набрал приблизительно 35 очков «плохого полицейского»), то полиция начнёт охотиться за героем (если было дано задание, оно тут же отменяется и внимание полиции переключается на героя). Сопротивление аресту также повышает очки «плохого полицейского» и уровень опасности. По мере усиления опасности охота будет всё более усиливаться. Охота заканчивается в двух случаях: если герой убит (чего, кстати, не предусмотрено — герой может умирать сколько угодно раз) или уровень опасности спадёт (игроку удалось «отсидеться» или совершить действия «хорошего полицейского»). В случае гибели Маркус будет одет в форму обычного полицейского и будет обязан выполнить задания на «хорошего полицейского», чтобы вновь стать «полицейским под прикрытием».
В районах Нью-Йорка есть уровень интенсивности преступлений, который отображается на карте цветами и пояснением: коричневый — очень высокий, красный — высокий, жёлтый — средний и малый, зелёный — преступность отсутствует. Игрок может очистить город от преступности, если очистит все 20 участков.

## Сюжет
Маркус Рид — обычный член банды, унаследовавший криминальную империю своего заключённого в тюрьму отца в Нью-Йорке. Несколько лет спустя, Рида предаёт друг и он чудом выживает после засады. Весь в крови, Рид неожиданно появляется в доме предателя, чтобы взять реванш. После кровавой перестрелки, Рид загоняет предателя в угол в подвале здания и расстреливает. Маркус бросает свой пустой Узи и не видит гангстера с пистолетом за своей спиной, но детектив NYPD по имени Терри Хиггинс спасает Рида.
Исайа Рид (отец Маркуса) и Хиггинс долгое время были друзьями. Хиггинс говорит Риду, что ему должно быть стыдно от той грязи, в которую он погружается. Хотя Рид охотно предлагает Хиггинсу арестовать его, тот отказывается. Он говорит, что собирается скрыть причастность Рида к перестрелке, но это будет последний шанс очистить свои действия, прежде чем Маркуса оставят на милость NYPD. Рид соглашается и поворачивается к выходу. Хиггинс вздыхает и говорит: «С Рождеством Христовым.»
Проходит пять лет. Теперь Маркус Рид — офицер NYPD, проработавший четыре года и ставший одним из лучших уличных копов под руководством наставника Хиггинса. По настоянию Хиггинса он проходит испытания ради значка детектива и переходит в Отдел по Борьбе с Организованной Преступностью (ОБОП). Маркус проходит тесты, но главный детектив не верит, что он готов, поэтому Терри выезжает с Ридом на улицу; потом они едут в тюрьму к отцу Рида. Визит срывается телефонным звонком Хиггинсу. Человек, с которым он работает, назначает встречу в другой части города. Маркус Рид и Хиггинс спешат к точке контакта. Перед выходом из автомобиля, Хиггинс инструктирует Рида приготовить оружие, если он задержится. Как только Хиггинс входит с портфелем в здание, Рид наклоняется, чтобы собрать упавшие сигареты, и внезапно массивный взрыв подбрасывает полицейскую машину в воздух.
Рида информируют, что Хиггинс погиб во взрыве. Риду пока не светит место в ОБОП. Затем Маркусу говорят, что он будет ходить по улицам как коп в штатском, а департамент будет расследовать убийство Хиггинса. Когда Рид продолжает выполнять свои обязанности, с ним входит в контакт агент ФБР Габриэль Уиттинг, который просит о встрече в центре города в гараже. Уиттинг сообщает Риду, что один член ОБОП — крот и вероятно именно он организовал смерть Хиггинса. Уиттинг не знает точно, кто он, но знает, что крот работал с четырьмя большими криминальными синдикатами: Картель Магдалены, Президентский Клуб, Палермская Мафия и Теневой Тонг. Уиттинг хочет, чтобы Рид исследовал эти четыре преступные группы и отыскал убийцу Хиггинса. Получив папку с информацией о Картеле Магдалены, Рид отправляется на выполнение миссии мести.
Разоблачив структуры всех четырёх синдикатов, Маркус приходит к выводу, что за убийством Терренса Хиггинса стоит именно начальник полицейского департамента города — Виктор Наварро, он же и являлся анонимной центральной фигурой всего наркосиндиката. Вместе с Уиттингом Рид отправляется на его задержание.

### Концовки
Концовка Хорошего Копа (появится в том случае, если у игрока на момент итоговой главы будет больше карьерных очков хорошего копа, чем плохого копа): Виктор Наварро приходит на Центральный вокзал и находит Маркуса Рида и Габриэля Уиттинга возле своего шкафчика. Уиттинг говорит Наварро, чтобы он открыл шкафчик. Наварро делает это и показывает сумку для одежды и несколько клюшек для гольфа. Наварро насмехается над Ридом, однако тут сумка падает, и обнаруживаются миллионы долларов наличными. Уиттинг арестовывает Наварро на месте. И советует Риду немного отдохнуть. Однако внизу, на станции подземки, Рид встречает того, кого он меньше всего ожидал увидеть: …Терри Хиггинс, живой и здоровый. Рид наконец-то осознаёт правду: Хиггинс и был тот главный крот всех четырёх банд. Он знал, что Уиттинг работает над ним, и сфабриковал свою смерть, свалив на Наварро все преступления, подбросив тому в шкаф улики — деньги. Когда Рид арестовывал преступных главарей и их подчинённых, то невольно защищал Хиггинса от мести всех четырёх банд, так как Терри получив деньги в итоге всех кинул. Хиггинс пытается заставить Рида присоединиться к нему и уехать с деньгами в Мексику, но Рид рассержен на Хиггинса за такой обман.
Раздражённый убеждённым в своей правоте отношением Рида, Хиггинс вытаскивает папку с фотографиями улик против Рида пятилетней давности, угрожая ему ими, если он когда-либо подумает о раскрытии действий Хиггинса. Рид вызывающе отвечает, что ему «следовало бы остановить время, точно так же как и отцу» и приказывает Хиггинсу сдаться. Хиггинс прыгает в вагон метро, а Рид следует за ним в горячем преследовании. Хиггинс отцепляет вагоны и пытается сбежать. Злой Рид стреляет в ярости прямо в поезд, попадает в одно из колес и вагон переворачивается. Остальная часть поезда подземки сталкивается с опрокинутым вагоном, а Рид отчаянно мчится к задней части поезда, едва не погибнув в огромном взрыве. Позже Рид говорит с Уиттингом и Диксон, а мёртвое тело Хиггинса уносят на носилках. Взамен поимки Хиггинса, Уиттинг обещает дать отцу Рида ещё один шанс. Рид выходит из станции. Отец Маркуса тем временем рассказывает конец истории на заднем плане; говорит, как он гордится тем, что его сын остался на пути чести несмотря на то, что перед ним было два плохих примера (Король и Хиггинс).
Концовка Плохого Копа (появится в том случае, если у игрока на момент итоговой главы будет больше карьерных очков плохого копа, чем хорошего копа): Всё то же самое, но когда Уиттинг арестовывает Наварро и конвойный уводит его, Маркус говорит ему колкость: «Не урони там мыло.» Взбесившись, Наварро отбирает оружие у конвойного и убивает Уиттинга, после чего, сбегает в метро. Маркус преследует Наварро на безудержном поезде подземки. После короткой перестрелки, Наварро заманивает Рида в засаду и сбивает его оружие с поезда. Рид и Наварро дерутся на кулаках, и Рид побеждает, бросив Наварро с поезда. Когда тело Наварро уносят, Диксон даёт комментарий, что она никогда не назвала бы его грязным копом. Она советует Риду немного отдохнуть.
Рид присаживается на скамейку, и тут появляется… Терри Хиггинс. Но Рид не удивлён этой встрече: он открывает, что с тех пор как взял последний криминальный синдикат знал, кто был кротом — Хиггинс. Хиггинс спрашивает его, почему он убил Наварро. Рид отвечает, что просто ненавидел его. Хиггинс поздравляет Рида, говорит, что они похожи, и зовёт Рида с собой в Мексику. Рид, однако, разъярён тем, что Хиггинс использовал его. Хиггинс вручает Риду сумку, полную наличными, но Рид стреляет в Хиггинса и убивает его за его предательство. Рид начинает уходить с деньгами, но останавливается и снова садится на скамейку, с позором уставившись на свой значок, ожидая наказание. После на заднем плане голос отца Маркуса сообщает, что он не оставляет надежду на изменение в лучшую сторону характера Рида.

## Отзывы
| Сводный рейтинг    | Сводный рейтинг | Сводный рейтинг | Сводный рейтинг | Сводный рейтинг |
| Издание            | Оценка          | Оценка          | Оценка          | Оценка          |
| Издание            | GC              | PC              | PS2             | Xbox            |
| ------------------ | --------------- | --------------- | --------------- | --------------- |
| GameRankings       | 62,48 %         | 54,27 %         | 63,52 %         | 63,85 %         |
| Metacritic         | 59/100          | 54/100          | 60/100          | 60/100          |
| Иноязычные издания |                 |                 |                 |                 |
| Издание            | Оценка          | Оценка          | Оценка          | Оценка          |
| Издание            | GC              | PC              | PS2             | Xbox            |
| Eurogamer          | N/A             | N/A             | 6/10            | N/A             |
| GameSpot           | 4,6/10          | 5,2/10          | 4,6/10          | 4,3/10          |
| GameSpy            | N/A             | N/A             | [ 14 ]          | N/A             |
| IGN                | 7,8/10          | 6,5/10          | 7,8/10          | 7,8/10          |
| Nintendo Power     | 4/5             | N/A             | N/A             | N/A             |
| OPM                | N/A             | N/A             | [ 20 ]          | N/A             |
| OXM                | N/A             | N/A             | N/A             | 6,5/10          |
| PC Gamer (US)      | N/A             | 62 %            | N/A             | N/A             |

True Crime: NYC получил от критиков смешанные обзоры. IGN и Team Xbox дали игре 7.8 из 10 и 8.4 из 10 соответственно, в то время как GameSpot — 4.6 из 10. Некоторые рецензенты восхищались обширным Манхэттеном и усовершенствованиями геймплея, включающие инновационные опции транспортации, что отличает эту игру от предыдущих свободных игр. Другие высмеивали её сюжет, плохие скорости передачи кадров и технические проблемы, которые явились результатом желания сделать релиз к сезону Благодарения/Рождества. Продажи не оправдали ожиданий Activision.
Также в игре нет всех пяти частей Нью-Йорка, вместо них — 62 км² Манхэттена. Для сравнения: True Crime: Streets of L.A. охватывает 620 км² Лос-Анджелеса. Вся территория Нью-Йорка занимает 785.5 км². Однако небоскрёбы и плотность движения предъявили бы высокие требования к консолям, доступным ко времени выпуска игры, что очевидно по нестабильному уровню передачи кадров в готовом продукте.
Были также жалобы на сбои при паузе игры, что препятствовало продолжению игры, используя экранные инструкции, хотя это позже исправили. К остальным погрешностям можно отнести застревание оружия в режиме точного прицела, пропадание интерфейса пользователя, несрабатывание внутриигровых триггеров, дыры в карте, невозможность сесть в авто.
В отличие от консольных версий, ПК-версия, выпущенная в марте 2006, более стабильна в плане геймплея, однако страдает всевозможными графическими артефактами. Один рецензент GameSpot пишет: «Хотя версия для ПК справляется с некоторыми из наиболее вопиющих сбоев, которые появились в консольных версиях игры, всё же нельзя назвать это конечным продуктом.»
True Crime: New York City имеет новую особенность в аудиосопровождении. Оригинальный ряд, произведённый Шоном Мюрреем, воспроизводит городские звуки Нью-Йорка. Особняком стоят лицензированные треки.